# Huyết thống luận
Huyết thống luận (tiếng Trung: 血统论; bính âm: Xuètǒng lùn), là lý thuyết chính trị phổ biến từ Hồng vệ binh phái bảo thủ trong giai đoạn đầu của Cách mạng Văn hóa ở Trung Quốc. Theo huyết thống luận, yếu tố xác định địa vị giai cấp của một người là địa vị giai cấp của gia đình họ. Điều này được thể hiện bằng đôi câu đối huyết thống “cha cách mạng con anh hùng, cha phản động con khốn nạn”. Mặc dù luận điểm này bị mất uy tín về mặt chính trị nhưng nó vẫn tiếp tục để lại tác động chính trị trong Cách mạng Văn hóa.

## Định nghĩa
Theo huyết thống luận, yếu tố xác định địa vị giai cấp của một người là địa vị giai cấp của gia đình họ. Bất kể vị thế hiện tại của một người, họ không thể được coi là một trong những người cách mạng trừ khi xuất thân gia đình của họ là bần nông hoặc trung nông, vô sản hoặc binh lính và thay vào đó sẽ bị cho là một trong cái gọi là năm loại đen. Trong một số trường hợp, các tiêu chí để trở thành thành viên của Hồng vệ binh chính xác đến mức vì mục đích của huyết thống luận, thân thế gia đình sẽ bắt nguồn từ ông bà hoặc họ hàng xa. Bản chất của lý thuyết này được tóm tắt bằng khẩu hiệu "cha cách mạng con anh hùng, cha phản động con khốn nạn". Các hoán vị khác của câu đối huyết thống này bao gồm cụm từ, "về cơ bản là như thế này" hoặc cụm từ "chính xác là như thế này", gợi ý rằng những người ủng hộ thuyết huyết thống có thể không đồng ý về trọng lượng mà nó nên có.

## Phát triển và phủ nhận
Trong thời kỳ sau khi cách mạng Trung Quốc thành công, nước Cộng hòa Nhân dân Trung Hoa mới thành lập phải giải quyết việc xây dựng chính quyền, chuẩn mực và trật tự xã hội chủ nghĩa.(tr415) Nhiệm vụ xây dựng nhà nước này liên quan đến câu hỏi ai là người lãnh đạo tiếp theo ở đâu và tìm đâu ra (tức là trong các gia đình đã có các nhà lãnh đạo cách mạng, hoặc trong giới trẻ).(tr415-416)
Trong những trường hợp bình thường, chính sách của Đảng Cộng sản Trung Quốc là các cá nhân không nên bị đánh giá chỉ dựa trên lý lịch giai cấp gia đình mà phải dựa trên thành tích chính trị của họ. Ngay từ lúc khởi đầu cuộc Cách mạng Văn hóa, các câu hỏi về di sản hay kế thừa đã lên đến đỉnh điểm,(tr416) với một số con cái của cán bộ cấp cao đã chỉ trích việc nhấn mạnh vào hiệu suất chính trị như một phần trong "đường lối giai cấp xét lại" của Bành Chân.
Huyết thống luận bắt đầu ở các trường trung học và lan rộng từ đó đến các trường đại học. Cuối tháng 7 năm 1966, các biến thể của câu đối huyết thống này bắt đầu xuất hiện giữa các nhóm Hồng vệ binh, với một số nhóm sinh viên khác nhau tuyên bố đã tạo ra nó. Theo quan điểm của những Hồng vệ binh đầu tiên này (còn gọi là "Cựu Hồng vệ binh"), nguồn gốc giai cấp là tiêu chí quan trọng nhất để trở thành thành viên của nhóm. Theo thứ tự địa vị giảm dần, đó là: (1) con quan chức quân đội, (2) con cán bộ nhà nước, (3) con nhà thuộc tầng lớp lao động, và (4) con nhà nông dân. Bất kỳ ai không thuộc "gốc gác đỏ" sẽ bị loại trừ và những người có "dòng máu thuần khiết nhất" vẫn được xem xét theo thứ bậc.
Câu đối huyết thống đã gây ra tranh cãi lớn. Ngay sau khi nó xuất hiện, các cuộc tranh luận nổ ra chủ yếu trong hàng ngũ sinh viên Hồng vệ binh về cách diễn giải nguyên tắc này. Huyết thống luận ban đầu được phổ biến rộng rãi trong giới hoạt động xã hội sinh viên trong Cách mạng Văn hóa, nhưng sau bị phe theo tư tưởng Mao Trạch Đông chỉ trích mạnh mẽ. Sự phản đối kịch liệt của công chúng đối với huyết thống luận bắt đầu vào cuối năm 1966.
Trần Bá Đạt là nhà lãnh đạo phe chủ nghĩa Mao đầu tiên đã lên tiếng chỉ trích câu đối huyết thống, nói rằng, "Một lý thuyết về 'thân thế đỏ' đã trở nên phổ biến gần đây. Những người thúc đẩy ngụy biện này thực sự đã tấn công và gạt con cái của công nhân và nông dân ra ngoài lề... Họ làm cho một số sinh viên bối rối và khuyến khích họ trình bày câu đối, 'Nếu cha là anh hùng thì con cũng là anh hùng'". Giang Thanh gây tiếng vang khi đảo ngược khẩu hiệu của huyết thống luận, và biện minh rằng nếu cha mẹ là nhà cách mạng thì con cái nên noi gương họ, nhưng cha mẹ phản động thì con cái đều là kẻ phản động. Năm 1966, học sinh trung học Ngộ La Khắc đã dám viết một cuốn sách nhỏ nổi tiếng có nhan đề Xuất thân luận, đóng một vai trò quan trọng trong việc làm mất uy tín của huyết thống luận.

## Diễn giải tiếp theo
Theo quan điểm của học giả Alessandro Russo, huyết thống luận là một hình thức của "chủ nghĩa giai cấp sinh học" và "thủ đoạn về hệ tư tưởng" cuối cùng đã thất bại vì mức độ tham gia chính trị rộng rãi trong giai đoạn đầu của Cách mạng Văn hóa. Russo viết rằng ngay cả sau khi lý thuyết này bị mất uy tín về mặt chính trị, nó vẫn tiếp tục để lại tác động trong Cách mạng Văn hóa. Nhà sử học Rebecca Karl nhận xét rằng huyết thống luận có "tác động kỳ lạ là khiến đại đa số các nhà cách mạng cũ nghi ngờ. Xét cho cùng, hạt nhân của Đảng Cộng sản Trung Quốc trong thập niên 1920 và 1930 đều là thanh niên thành thị, có học thức cùng với một số con cháu gia đình địa chủ hoặc phú nông (ví dụ, bản thân Mao Trạch Đông)".